# William Fichtner
William Edward „Bill” Fichtner (ur. 27 listopada 1956 w Mitchel Air Force Base) – amerykański aktor pochodzenia niemieckiego.

## Życiorys

### Wczesne lata
Urodził się w Mitchel Air Force Base na Long Island w Nowym Jorku jako syn Patricii A. (z domu Steitz) i Williama E. Fichtnera. Wychowywał się w Cheektowaga w hrabstwie Erie w stanie Nowy Jork z czterema siostrami: Mary, Margaret, Pamelą i Patricią. W młodości uprawiał gimnastykę artystyczną. W 1974 ukończył Maryvale High School w Cheektowaga. Po ukończeniu Farmingdale State College w 1976 roku na wydziale kryminologii, uczęszczał do The College at Brockport, State University of New York i zdobył tytuł Bakalaureat na kierunku spraw karnych w 1978 roku. Następnie studiował w nowojorskiej American Academy of Dramatic Arts. W Farmingdale State College jego przyjaciel Don Harvey pomógł mu podjąć decyzję o studiach aktorskich i występach na Broadwayu. 18 maja 2008 otrzymał tytuł doctor honoris causa od Farmingdale State College.

### Kariera
Swoją karierę zaczął od udziału w operze mydlanej CBS As the World Turns (1987) jako Rod Landry. Po występie w Malcolm X (1992), pojawił się jako menedżer sceniczny w filmie Roberta Redforda Quiz Show (1994) u boku Johna Turturro, Roba Morrow i Ralpha Fiennesa. Rok później znalazł się w obsadzie dwóch thrillerów sci-fi – Zabójcza perfekcja (Virtuosity, 1995) z Denzelem Washingtonem i Kelly Lynch oraz Kathryn Bigelow Dziwne dni (Strange Days, 1995) z Ralphem Fiennesem, Angelą Bassett i Juliette Lewis, a także kryminalnych: Michaela Manna Gorączka (Heat, 1995) u boku Ala Pacino i Roberta De Niro oraz Stevena Soderbergha Na samym dnie (Underneath, 1995) z Peterem Gallagherem.
Stał się popularny wśród szerokiej publiczności dzięki roli Kenta w dramacie sci-fi Roberta Zemeckisa Kontakt (Contact, 1997) z Jodie Foster. Potem wystąpił w thrillerze kryminalnym Kevina Spaceyego Albino Alligator (1997) z Mattem Dillonem, Faye Dunaway i Garym Sinise, thrillerze sci-fi Michaela Baya Armageddon (1998) u boku Bruce’a Willisa i Bena Afflecka w roli pułkownik Williama Sharpa, czarnej komedii Douga Limana Go (1999) z Katie Holmes.
Można go było także zobaczyć w filmach: The Moguls, Wykiwać klawisza, Equilibrium, Ostrza chwały czy Mroczny rycerz (The Dark Knight) oraz serialach, m.in.: Inwazja jako szeryf czy Skazany na śmierć w roli agenta specjalnego. Udzielił też głosu Kenowi Rosenbergowi, postaci z gier: Grand Theft Auto: Vice City (2002) i Grand Theft Auto: San Andreas (2004), a także Turok (2008) jako Logan i Call of Duty: Modern Warfare 3 (2011) jako Sandman.

### Życie prywatne
Stał się fanem NHL, a dokładnie drużyny Buffalo Sabres. W 1996 rozwiódł się z Betsy Aidem, z którą ma syna. 25 lipca 1998 poślubił Kymberly Kalil, mają syna.

## Filmografia

### Filmy
- Malcolm X (1992) jako Gliniarz na Stacji Harlem
- Quiz Show (1994) jako kierownik sceny
- Na samym dnie (Underneath, 1995) jako Tommy Dundee
- Zabójcza perfekcja (Virtuosity, 1995) jako William Wallace
- Feralna Gwiazka (Reckless, 1995) jako ojciec Rachel
- Gorączka (Heat, 1995) jako Roger Van Zant
- Dziwne dni (Strange Days, 1995) jako Dwayne Engelman
- Biały aligator (Albino Alligator, 1996) jako Law
- Śledztwo nad przepaścią (Switchback, 1997) jako szef Jack McGinnis
- Kontakt (Contact, 1997) jako Kent Clarke
- Armageddon (1998) jako pułkownik William Sharp
- Polisa (The Settlement, 1999) jako Jerry
- Go (1999) jako Burke Halverson
- Wyśniona namiętność (Passion of Mind, 2000) jako Aaron Reilly
- Trafiona-zatopiona (Drowning Mona, 2000) jako Phil Dearly
- Gniew oceanu (The Perfect Storm, 2000) jako David "Sully" Sullivan
- Endsville (2000) jako książę Victor
- Helikopter w ogniu (Black Hawk Down, 2001) jako Delta sierżant First Class Jeff Sanderson
- Sądny dzień (What’s the Worst that Could Happen?, 2001) jako detektyw Alex Tardio
- Pearl Harbor (2001) jako ojciec Danny’ego
- Julia wraca do domu (Julie Walking Home, 2002) jako Henry
- Equilibrium (2002) jako Jurgen
- Miasto gniewu (Crash, 2004) jako Jake Flanagan
- Miłego dnia? (Chumscrubber, 2005) jako dr Bill Stiffle
- Pan i pani Smith (Mr. & Mrs. Smith, 2005) jako Dr. Wexler
- Wykiwać klawisza (The Longest Yard, 2005) jako kapitan Knauer
- Nine Lives (2005) jako Andrew
- The Moguls (2005) jako Otis
- Miłego dnia? (The Chumscrubber, 2005) jako doktor Bill Stiffle
- Pierwszy śnieg (The First Snow, 2006) jako Ed
- Ultraviolet (2006) jako Garth
- Ostrza chwały (Blades of Glory, 2007) jako Darren MacElroy
- Mroczny rycerz (The Dark Knight, 2008) jako dyrektor banku
- Nocna randka (Date Night, 2010) jako prokurator Okręgowy Frank Crenshaw
- Piekielna zemsta (Drive Angry, 2011) jako księgowy
- Wielki Wybuch (The Big Bang, 2011) jako Detektyw Poley
- Elizjum (Elysium, 2013) jako John Carlyle
- Jeździec znikąd (The Lone Ranger, 2013) jako Butch Cavendish
- Wojownicze Żółwie Ninja (Teenage Mutant Ninja Turtles, 2014) jako Eric Sachs
- Eskorta (The Homesman, 2014) jako Vester Belknap
- Dzień Niepodległości: Odrodzenie  (Independence Day: Resurgence, 2016) jako Generał Joshua T. Adams
- American Wrestler: The Wizard  (2016) jako trener Plyler
- Gorące letnie noce (Hot Summer Nights, 2017) jako Shep
- The Neighbor (2017) jako Mike
- The Krystal (2017) jako Dr. Lyle Farley
- Armed (2018) jako Richard
- Droga do Domu (Cold Brook, 2018) jako Ted Markham
- Dwunastu odważnych (12 Strong, 2018) jako płk. John F. Mulholland
- Prawdziwy gangster (O.G., 2018) jako Mike Danvers
- Potępieńcy (All the Devil's Men, 2018) jako Mike Brennan
- Traffik (2018) jako Carl Waynewright
- Josie & Jack (2019) jako Joseph Raeburn
- Poszukiwany: Steve McQueen (Finding Steve McQueen, 2019) jako Enzo Rotella
- Przepaść między nami (The Space Between, 2021) jako Donny Rumson
- The Birthday Cake (2021) jako wuj Ricardo
- Hipnoza (Hypnotic, 2023) jako Lev Dellrayne
- French Girl (2024) jako Peter Kinski

### Seriale TV
- As The World Turns (1987) jako Josh Snyder / Rod Landry (1987-1993)
- Baywatch (1989) jako Howard Ganza (odc. "Rookie School")
- A Man Called Hawk (1989) jako boros
- Grace w opałach (Grace Under Fire) jako Ryan Sparks (1994)
- Ojciec dla Charliego (A Father for Charlie, 1995) jako szeryf
- MDs (2002–2003) jako dr Bruce Kellerman
- Prezydencki poker (The West Wing, 2004) jako Christopher Mulready (odc. pt.: "The Supremes")
- Empire Falls (2005) jako Jimmy Minty
- Amerykański tata (American Dad!, 2005) jako Harland	(głos; odc. pt.: "Homeland Insecurity")
- Skazany na śmierć (Prison Break, 2005) jako agent Specjalny FBI Alexander Mahone
- Inwazja (Invasion, 2005–2006) jako szeryf Tom Underlay
- Ekipa  (Entourage, 2009–2011) jako Phil Yagoda
- Night and Day (2010) jako Dan Hollister
- Nalot na Bin Ladena („Seal Team Six: The Raid On Osama Bin Laden”, 2012) jako agent CIA Guidry
- Przekraczając granice (Crossing Lines, 2013-2014) jako Carl Hickman
- Imperium (Empire, 2015-2016) jako Jameson Henthrop
- Mamuśka (	Mom, 2016-2021) jako Adam Janikowski
- Shooter (2016) jako Rathford O'Brien (odc.: "Killing Zone")
- Porsche: Decades of Disruption (2017) jako narrator
- Top Gear America (2017) jako on sam
- Figurantka (Veep, 2019) jako Felix Wade	(odc.: "Discovery Weekend")
- Corporate (2020) jako Brett (odc.: "Fuck You Money")
- Joe vs. Carole (2022) jako Rick Kirkham
- The Company You Keep (2023) jako Leo Nicoletti
- The Talamasca (2025) jako Jasper[8]
- Beef (w trakcie produkcji; rola nieznana)[9]

Źródła: tvguide.com, filmweb.pl